# Laroquevieille
Laroquevieille település Franciaországban, Cantal megyében. Lakosainak száma 349 fő (2022. január 1.). Laroquevieille Girgols, Lascelle, Marmanhac és Velzic községekkel határos.

## Népesség
A település népességének változása:
| Lakosok száma | 504  | 440  | 402  | 354  | 348  | 345  | 353  | 355  | 352  | 349  |
|               | 1968 | 1982 | 1990 | 2006 | 2013 | 2015 | 2017 | 2019 | 2020 | 2022 |